# De Ladin
De Ladin é uma canção do grupo brasileiro de funk carioca Dream Team do Passinho, foi lançada no dia 5 de março de 2015 na plataforma digital iTunes, Google Play e nos serviços de fluxo de mídia Spotify, Apple Music e Tidal, pela gravadora Sony Music , O videoclipe foi postado no site Youtube no mesmo dia. Foi lançada como primeiro single do álbum de estreia do grupo intitulado ''Aperte o Play'' (2015). Em 2016 o grupo se apresentou durante a cerimônia de encerramento dos jogos paralímpicos de 2016 no Rio de Janeiro.

## Videoclipe

### Lançamento
O videoclipe para acompanhar o lançando do single foi postado no site Youtube no dia 05 de março de 2015.O videoclipe alcançou 1 milhão de visualizações em menos de duas semanas atualmente o videoclipe possui 4 milhões de visualizações no Youtube.

### Equipe
| Direção                    | Rafael Dragaud e Joana Swan                              |
| Direção de fotografia      | J. Vitorino                                              |
| Assistente de câmera       | César Diogenes                                           |
| Produção                   | Roberta Mello e Izabel Roizen                            |
| Assistente de direção      | Fernando Barcellos                                       |
| Maquiador                  | Brenno Melo                                              |
| Comunicação                | Débora Almeida                                           |
| Coreógrafos                | Dream Team do Passinho, Cris Amadeo e Josh Antonio       |
| Figurino                   | Antonio Schuback, Claudia Kopke e Alexandre Herchcovitch |
| Arte                       | Zilda Moshkoviche Thomaz Velho                           |
| Eletricista                | Marcio Manhães (Xixi)                                    |
| Assistentes de Eletricista | Douglas Manhães e Tiago Algarrão                         |
| Motorista                  | Ubaldo                                                   |
| Mapping                    | Jodele Larcher                                           |

## Composição
A musica foi composta pelos próprios integrantes do grupo Dream Team do Passinho.

## Participações em Trilhas Sonoras
A canção entrou para a trilha-sonora da telenovela A Regra do Jogo de 2015 da Rede Globo

## Faixas
| Download digital |            |                        |         |  |
| N.º              | Título     | Compositor(es)         | Duração |  |
| 1.               | "De Ladin" | Dream Team do Passinho | 5:34    |  |

## Histórico de lançamento
| Região | Data                | Formato(s)       | Gravadora                |
| ------ | ------------------- | ---------------- | ------------------------ |
| Brasil | 05 de março de 2015 | download digital | Sony Music Entertainment |
| Brasil | 05 de março de 2015 | Videoclipe       | Sony Music Entertainment |